# Râle de Dieffenbach
Hypotaenidia dieffenbachii
Espèce
Statut de conservation UICN

 EX  : Éteint
Le Râle de Dieffenbach (Hypotaenidia dieffenbachii, syn.: Gallirallus dieffenbachii) est une espèce éteinte d'oiseaux de la famille des Rallidae.

## Nomenclature
Son nom commémore l'explorateur et naturaliste allemand Ernst Dieffenbach (1811-1855).

## Répartition
Cette espèce était endémique des îles Chatham (Nouvelle-Zélande).

## Galerie

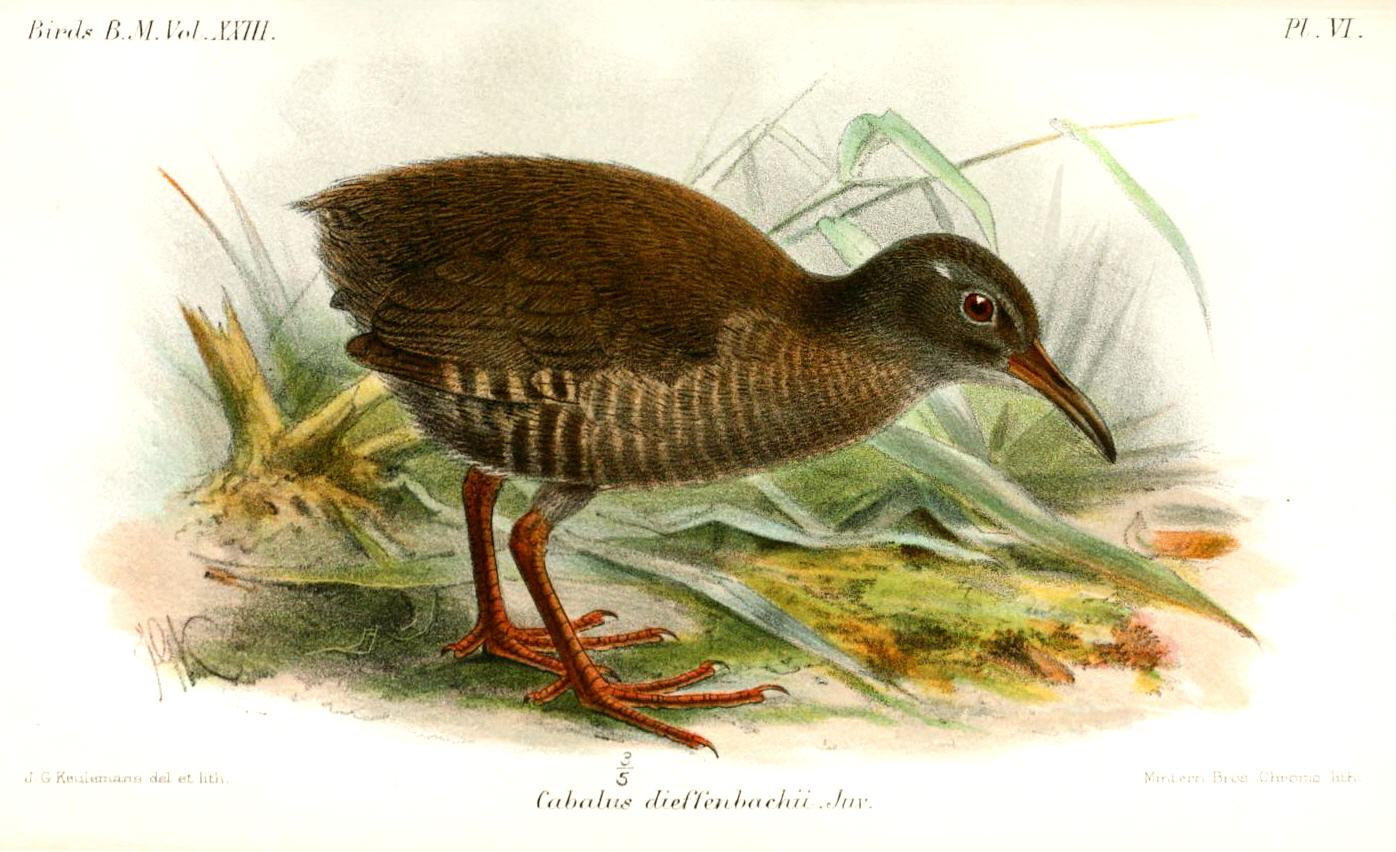
juvénile
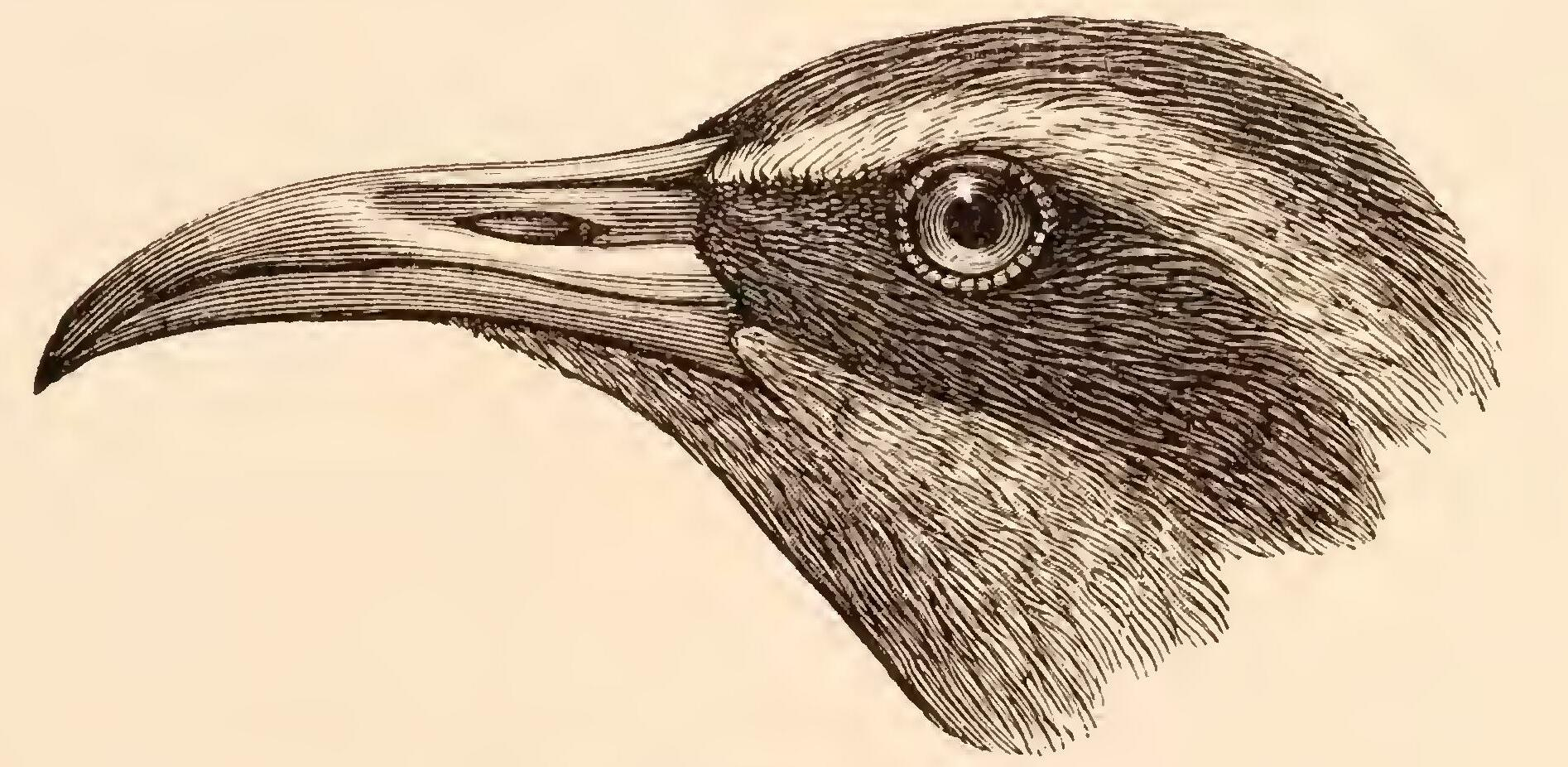
tête d'un adulte